# Bandera de Sajonia

La bandera del Estado es igual que la bandera civil con el escudo de armas de Sajonia emplazado en el centro; adoptada en 1991; proporción 3:5 (o 1:2).

La bandera de Sajonia muestra una composición bicolor de blanco sobre verde, similar al de la provincia austriaca de Estiria. La bandera de Estado es similar a la bandera civil, excepto que en el centro está representado el escudo de armas de Sajonia. Los colores de ambas banderas fueron decididos oficialmente como colores de Estado en 1815. 
La aristocracia utilizó mayormente y en un principio una forma de bandera cuadrangular y más tarde rectangular.

## Generalidades
La bandera civil bicolor de blanco sobre verde era utilizada antes de la II Guerra Mundial y formalmente abolida en 1935, bajo las reformas del Tercer Reich. Fue readoptada en 1947 cuando Sajonia fue convertido en un Estado otra vez, y abolida en 1952, bajo las reformas de gobierno de la República Democrática Alemana. Cuando Alemania fue reunificada, Sajonia se convirtió en un Estado nuevamente, y así la bandera fue finalmente oficialmente readoptada en 1991, habiendo sido un símbolo muy utilizado durante las manifestaciones en la República Democrática Alemana entre 1989/90.

## Galería
|                                                        |
| Primera bandera sajona de la Antigua Sajonia (700-785) |

| |
| Bandera sajona de la Casa de Ascania; asociada con la Marca Sajona Oriental y bandera de guerra; cruzadas alrededor de 950 |

|                                      |
| Estandarte Real de la Casa de Wettin |

|                                                                             |
| Ducado de Sajonia-Coburgo-Gotha (1826-1920), diseñada por la Reina Victoria |

|                                                      |
| Sajonia-Altenburgo (1602-1672, 1826-1918, 1918-1920) |

|                                                      |
| Sajonia-Meiningen, diseño de bandera entre 1826-1918 |

|                                                                                               |
| Estandarte de la Duquesa Ana Amalia de Sajonia-Weimar, quien fue mecenas de Goethe y Schiller |

|                                   |
| Electorado de Sajonia (1356-1806) |

| |
| El punto álgido del poder de Sajonia: Bandera de la Estado Unido de Sajonia, Polonia y Lituania (1697-1706; 1709-1763) |

|                                  |
| Sin escudo de armas (hasta 1815) |

| |
| Bandera del Reino de Sajonia, Gau durante el periodo nazi, no oficial en la RDA y durante la reunificación alemana (desde (1815-1935); 1991 hasta hoy) |

| |
| Bandera de guerra con cañones, bombas, lanzas y una salamandra mitológica, que puede vivir y comer dentro del fuego, y cuya sangre al beberla protege del mismo (1697-1706; 1709-1763) |

|                                                                             |
| El estandarte del Margraviato de Meissen para tropa o príncipes (1806-1918) |

|                                               |
| Ducado de Sajonia-Weimar-Eisenach (1809-1920) |

|                                                              |
| Ducado de Sajonia-Eisenach (1596-1638; 1640-1644; 1662-1809) |

|                                   |
| Sajonia-Coburgo-Gotha (1826-1911) |

|                                   |
| Sajonia-Coburgo-Gotha (1911-1920) |

|                                      |
| Sajonia-Gotha-Altenburgo (1680-1826) |

|                                    |
| Sajonia-Hildburghausen (1680-1826) |

|                                        |
| Bandera del Gau de Sajonia (1933-1945) |